# Takaoia
Takaoia is een geslacht van hooiwagens uit de familie Epedanidae.
De wetenschappelijke naam Takaoia is voor het eerst geldig gepubliceerd door Roewer in 1911. 

## Soorten
Takaoia omvat de volgende 3 soorten:
- Takaoia kubotai
- Takaoia sauteri
- Takaoia similis